# Анджеюв (Белхатовський повіт)
Анджеюв (пол. Andrzejów) — село в Польщі, у гміні Русець Белхатовського повіту Лодзинського воєводства.
У 1975-1998 роках село належало до Серадзького воєводства.